# Adriaen Hendriksz Verboom
Adriaen Hendriksz Verboom (anche van Boom) (Rotterdam, 1628 ca. – Amsterdam, 1670 ca.) è stato un pittore olandese del Secolo d'oro.

## Biografia

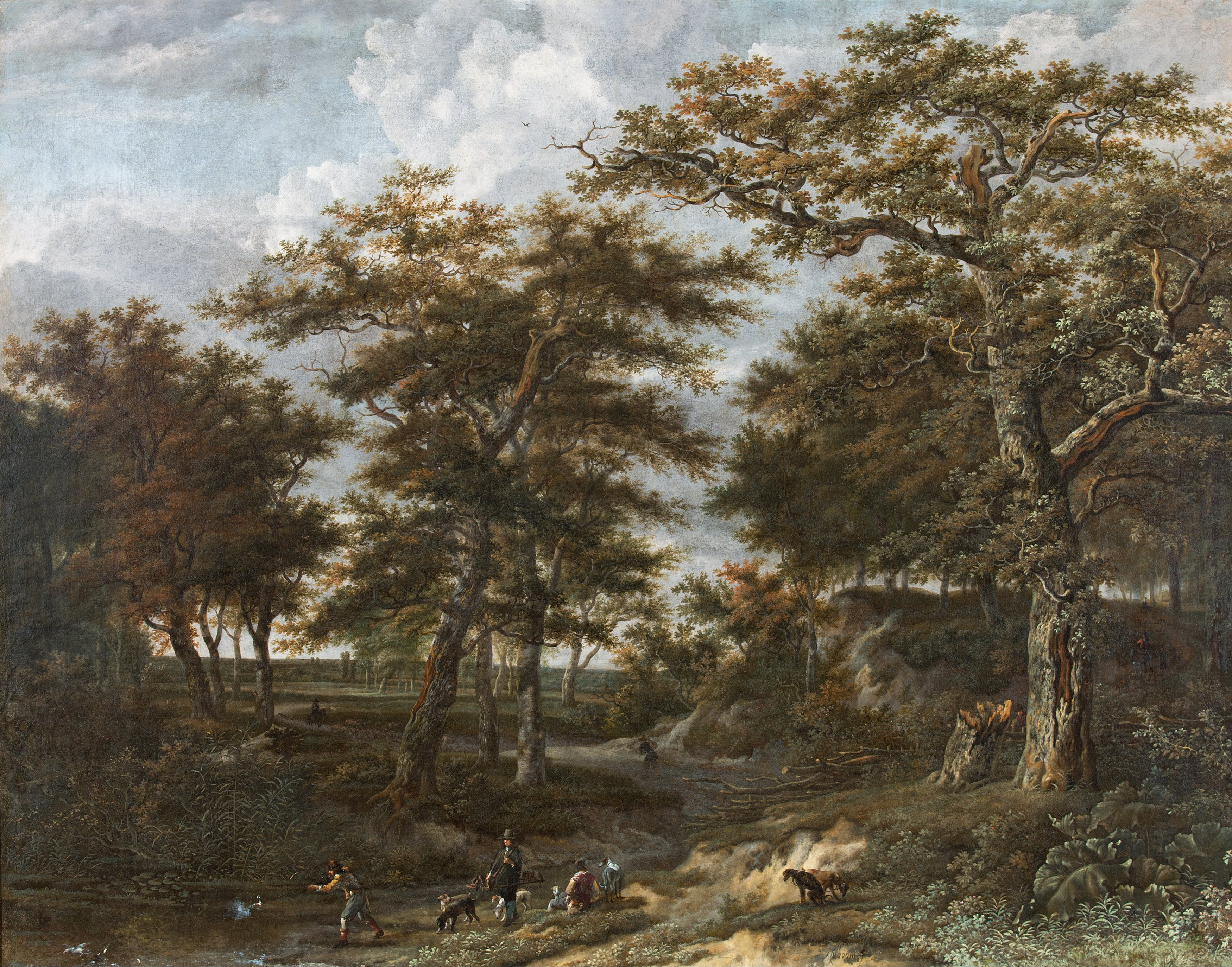
Paesaggio con cacciatori, Art Gallery of South Australia, Adelaide

Attivo principalmente ad Amsterdam e a Haarlem tra il 1650 al 1660, fu soprattutto un pittore di paesaggi; le sue opere risentono notevolmente dell'influsso di Jacob Ruisdael. Adriaen van de Velde, Philips Wouwerman, Johannes Lingelbach e Jacob de Wit collaborarono a molte sue opere, dipingendo i personaggi.

### Opere
- Paesaggio con figure, Musée de Picardie, Amiens
- Bosco, Rijksmuseum, Amsterdam
- Sentiero sotto gli alberi, Gemäldegalerie Alte Meister, Dresda
- Paesaggio, Museo Boijmans Van Beuningen, Rotterdam
- Paesaggio con cacciatori, Art Gallery of South Australia, Adelaide